# Komárov (ort i Tjeckien, Mellersta Böhmen)
Komárov är en köping i Tjeckien.   Den ligger i regionen Mellersta Böhmen, i den centrala delen av landet, 50 km sydväst om huvudstaden Prag. Komárov ligger 395 meter över havet och antalet invånare är 2 426.
Terrängen runt Komárov är platt åt nordväst, men åt sydost är den kuperad. Runt Komárov är det ganska tätbefolkat, med 52 invånare per kvadratkilometer. Närmaste större samhälle är Příbram, 17,0 km sydost om Komárov. I omgivningarna runt Komárov växer i huvudsak blandskog.